# Marsdenia arachnoidea
Marsdenia arachnoidea är en oleanderväxtart som beskrevs av Rudolf Schlechter. Marsdenia arachnoidea ingår i släktet Marsdenia och familjen oleanderväxter. Inga underarter finns listade i Catalogue of Life.